# رونی داد
رونی داد (انگلیسی: Ronnie Dodd; ۲۵ آوریل ۱۹۱۱ – 1955, aged ~۴۴) بازیکن فوتبال بود.
از باشگاه‌هایی که در آن بازی کرده‌است می‌توان به باشگاه فوتبال دونکستر راورز اشاره کرد.